# Eupithecia fumata
Eupithecia fumata là một loài bướm đêm trong họ Geometridae.